# Negdel
Negdel (tiếng Mông Cổ: Нэгдэл, liên minh, liên hiệp), tên đầy đủ Khödöö aj akhuin negdel (tiếng Mông Cổ: Хөдөө аж ахуйн нэгдэл = Liên hiệp nông nghiệp), là thuật ngữ chung cho các hợp tác xã nông nghiệp tại Cộng hòa Nhân dân Mông Cổ.

## Lịch sử

### Các nỗ lực ban đầu
Những nỗ lực đầu tiên trong việc tập thể hóa nông nghiệp ở Cộng hòa Nhân dân Mông Cổ được thực hiện từ năm 1930 đến năm 1932, tuy nhiên thất bại thảm hại. Số lượng đầu gia súc của Mông Cổ giảm khoảng một phần ba và cách thức mạnh mẽ trong đó tập thể hóa được tiến hành dẫn đến các cuộc nổi dậy chỉ có thể được dập tắt với sự giúp đỡ của Liên Xô.

### Những negdel đầu tiên
Những nỗ lực mới trong việc tập thể hóa đã được bắt đầu bằng các chiến thuật khác nhau và một tên gọi khác - các hợp tác xã vào đầu những năm 1930 đã được gọi là khamtral, tức là tập thể, kolkhoz - vào giữa những năm 1930, nhưng ban đầu chỉ ở quy mô rất nhỏ: trong khi có 139 negdel trên toàn quốc vào năm 1950, vào năm 1949, mười negdel ở Khövsgöl kết hợp lại có không quá 4.700 con vật, với negdel nhỏ nhất chỉ sở hữu 43 con.

### Tập thể hóa
Động thái hướng tới tập thể hóa đã đạt được động lực vào giữa những năm 1950 và đến năm 1960, 99,5% những người chăn gia súc đã "tự nguyện" tham gia một negdel. Số lượng negdel đã giảm dần để theo thời gian chúng trở nên giống hệt nhau với các sum cả về diện tích và dân số.

### Giải thể
Sau khi Liên Xô tan rã và Cách mạng Mông Cổ năm 1990, các đàn gia súc đã được tư nhân hóa một lần nữa và tất cả các tiêu cực đều bị giải thể. Các trang trại được tổ chức thành các công ty tư nhân. Quá trình tư nhân hóa xảy ra thông qua hai giai đoạn cải cách từ năm 1991 đến năm 1992.

## Tổ chức
Một negdel được tổ chức thành một số nhóm người chủ yếu là dân du mục. Các thành viên của một negdel nhận được tiền lương và được hưởng ngày nghỉ và lương hưu. Phụ thuộc vào vị trí địa lý, những người chăn gia súc được phép giữ 10-15 động vật riêng cho mỗi thành viên trong gia đình, nhưng không quá 50-75 mỗi gia đình.